# Pau Mateu
Pau Mateu   (Barcelona, valor desconegut - 1539) fou un mestre de cases molt prestigiós en el segle xvi. Tenia un germà, Antoni, que continuà les seves obres a la seva mort.

## Obres més representatives del constructor, per ordre cronològic
| Any         | Nom de l'edifici                                                                                   | Ubicació                                   | Descripció | Estat actual                                         | Foto                     |
| ----------- | -------------------------------------------------------------------------------------------------- | ------------------------------------------ | --- | ---------------------------------------------------- | ------------------------ |
| 1488 - ?    | Hospital de Santa Eulàlia del Camp o de Sant Salvador                                              | Barcelona                                  | Reforma amb altres mestres de cases | Desaparegut                                          |                          |
| 1492 - 1505 | Hospital de la Santa Creu                                                                          | Barcelona                                  | Acaba la nau septentrional, juntament amb els mestres Joan Enric, Andreu Joan i en Pere Saranyena                                                                                                | Bo                                                   |                          |
| 1499        | Hospital de Santa Eulàlia del Camp o de Sant Salvador                                              | Barcelona                                  | Construcció d'una capella. | Desaparegut                                          |                          |
| 1507        | Convent de Sant Sebastià                                                                           | Barcelona                                  | Se'l contractà per a la construcció del convent. | Desaparegut en 1904                                  |                          |
| 1508        | Reforma de l'església de Santa Maria del Pi                                                        | Barcelona                                  | | Bo                                                   |                          |
| 1509        | Capella de Santa Maria de Bruguers                                                                 | Gavà, al peu del castell d'Eramprunyà      | Participà juntament amb en Mateu Capdevila i en Bernat Puig com a àrbitre, per l'enrunament parcial de la capella.                                                                               | Restaurada en 1960                                   |                          |
| 1516        | Portalada de Sant Miquel                                                                           | C. Ample (Barcelona)                       | Juntament amb el mestre de cases Gabriel Pellicer, varen construir la façana de l'església de Sant Miquel. Actualment aquesta façana la trobem incorporada al lateral de l'església de la Mercè. | Traslladada en 1835 i reconstruïda; correcte         | Porta gòtica de la Mercè |
| 1520 ca.    | Església de Sant Martí                                                                             | Sant Martí de Provençals (avui, Barcelona) | Juntament amb Gabriel Pellicer | Se'n conserva la portada; reconstruïda posteriorment | Porta gòtica de la Mercè |
| 1526-1536   | Cossos del voltant i part central del Pati dels Tarongers del Palau de la Generalitat de Catalunya | Barcelona                                  | En deixar les obres, les continua Tomàs Barsa | Traslladada en 1835 i reconstruïda; correcte         |                          |
| 1531-1539   | Església de Sant Martí d'Arenys                                                                    | Arenys de Munt                             | La continuà Antoni Mateu, son germà | Molt restaurada; la portada se'n conserva bé         |                          |
| 1533        | Reial Monestir de Pedralbes                                                                        | Les Corts de Sarrià (actual Barcelona)     | Actuà amb el fuster Jaume Montseny en el dormidor del Monestir. | Bo                                                   |                          |